# Front Ampli (Uruguai)
El Front Ampli (en castellà, Frente Amplio) és un partit polític d'esquerres de l'Uruguai. Va patir la repressió de la dictadura militar. El seu líder més conegut fou el general Liber Seregni. La seva primera aparició publica fou el 26 de març de 1971. La seva bandera és la que va utilitzar Artigas a Montevideo el 26 de març de 1815. S'utilitza com a tricolor senzilla, i també amb l'acrònim en groc.
L'1 de març de 2005, el seu llavors president, Tabaré Vázquez, assumeix la primera presidència socialista del país, després de 175 anys de govern de dreta.
Durant el 2006 el partit va patir una escissió. Es va crear un nou partit, Assemblea Popular, d'ideals més revolucionaris. Aquesta nova organització va denunciar el viratge cap al centre de l'espectre polític del Front Ampli.
El 25 d'octubre de 2009, en primera volta, i el 29 de novembre del mateix any en segona volta el partit va revalidar la victòria a les eleccions presidencials amb José Mujica i Danilo Astori al capdavant.

## Resultats electorals

### Presidencials
| Any  | Candidat             | Vots      | %        | Vots      | %        | Resultat |
| Any  | Candidat             | 1a volta  | 1a volta | 2a volta  | 2a volta | Resultat |
| ---- | -------------------- | --------- | -------- | --------- | -------- | -------- |
| 1971 | Líber Seregni        | 304,275   | 18.3%    |           |          | Derrota  |
| 1984 | Juan José Crottogini | 401,104   | 21.3%    |           |          | Derrota  |
| 1989 | Liber Seregni        | 418,403   | 20.35%   |           |          | Derrota  |
| 1994 | Tabaré Vázquez       | 621,226   | 30.6%    |           |          | Derrota  |
| 1999 | Tabaré Vázquez       | 861,202   | 40.1%    | 982,049   | 45.9%    | Derrota  |
| 2004 | Tabaré Vázquez       | 1,124,761 | 51.7%    | 1,124,761 | 51.68%   | Electe   |
| 2009 | José Mujica          | 1,105,262 | 47.96%   | 1,197,638 | 54.63%   | Electe   |
| 2014 | Tabaré Vázquez       | 1,134,187 | 47.81%   | 1,226,105 | 53.48%   | Electe   |
| 2019 | Daniel Martínez      | 949,376   | 40.49%   | 1,152,271 | 49.21%   | Derrota  |
| 2024 | Yamandú Orsi         | 1.071.826 | 43,94%   | 1,196,601 | 52.08%   | Electe   |

### Legislatives
| Any  | Vots      | %      | Diputats | +/− | Senadors | +/− | Govern   | Pos. |
| ---- | --------- | ------ | -------- | --- | -------- | --- | -------- | ---- |
| 1971 | 304,275   | 18.3%  | 18 / 99  | Nou | 5 / 30   | Nou | Oposició | 3r   |
| 1984 | 401,104   | 21.3%  | 21 / 99  | 3   | 6 / 30   | 1   | Oposició | = 3r |
| 1989 | 418,403   | 20.35% | 21 / 99  | =   | 7 / 30   | 1   | Oposició | = 3r |
| 1994 | 621,226   | 30.8%  | 31 / 99  | 10  | 9 / 31   | 2   | Oposició | = 3r |
| 1999 | 861,202   | 40.1%  | 40 / 99  | 9   | 12 / 30  | 3   | Oposició | 1st  |
| 2004 | 1,124,761 | 51.7%  | 52 / 99  | 12  | 17 / 30  | 5   | Majoria  | = 1r |
| 2009 | 1,105,262 | 47.96% | 50 / 99  | 2   | 16 / 30  | 1   | Majoria  | = 1r |
| 2014 | 1,134,187 | 47.81% | 50 / 99  | =   | 15 / 30  | 1   | Majoria  | = 1r |
| 2019 | 949,376   | 40.49% | 42 / 99  | 8   | 13 / 30  | 2   | Oposició | = 1r |
| 2024 | 1.071.826 | 43,94% | 48 / 99  | 6   | 16 / 30  | 3   | Minoria  | = 1r |

## Membres actuals
| Partit | Partit                                | Partit | Líder                  | Ideología                                                                        | Posició                   | Representants | Senadors | Parlasur |
| ------ | ------------------------------------- | ------ | ---------------------- | -------------------------------------------------------------------------------- | ------------------------- | ------------- | -------- | -------- |
|        | Moviment de Participació Popular      | MPP    | José "Pepe" Mujica     | - Socialisme democràtic - Socialisme autogestionari - Marxisme - Anticapitalisme | Esquerra                  | 35 / 48       | 9 / 16   | 5 / 10   |
|        | Partit Socialista                     | PS     | Gonzalo Civila         | - Socialisme democràtic - Marxisme - Progressisme                                | Centreesquerra a Esquerra | 0 / 48        | 1 / 16   | 2 / 10   |
|        | Partit Comunista                      | PCU    | Óscar Andrade          | - Comunisme - Leninisme - Progressisme                                           | Esquerra                  | 5 / 48        | 2 / 16   | 0 / 10   |
|        | Assemblea Uruguai                     | AU     | Danilo Astori          | - Socialdemocracia - Tercera via (política) - Socioliberalisme                   | Centre a Centreesquerra   | 5 / 48        | 2 / 16   | 1 / 10   |
|        | Aliança Progressista                  | AP     | Rodolfo Nin Novoa      | - Socialdemocracia - Progressisme                                                | Centreesquerra            | 2 / 48        | 1 / 16   | 0 / 10   |
|        | Nou Espai                             | NE     | Rafael Michelini       | - Socialdemocracia - Progressisme                                                | Centreesquerra            | 1 / 48        | 0 / 16   | 1 / 10   |
|        | Liga Federal Frenteamplista           | LFF    | José Antonio Maldonado | - Socialdemocracia - Progressisme                                                | Centreesquerra            | 0 / 48        | 0 / 16   | 0 / 10   |
|        | Vertiente Artiguista                  | VA     | Mariano Arana          | - Socialdemocracia - Progressisme                                                | Centreesquerra            | 0 / 48        | 2 / 16   | 0 / 10   |
|        | Partit per la Victòria del Poble      | PVP    | Luis Puig              | - Marxisme - Socialisme llibertari                                               | Esquerra                  | 1 / 48        | 0 / 16   | 0 / 10   |
|        | Anar                                  | IR     | Macarena Gelman        | - Socialisme democràtic - Ecosocialisme - Progressisme                           | Esquerra                  | 0 / 48        | 0 / 16   | 0 / 10   |
|        | Partit Demòcrata Cristià              | PDC    | Juan Andrés Roballo    | - Democràcia cristiana - Socialdemocracia                                        | Centre a Centreesquerra   | 0 / 48        | 0 / 16   | 0 / 10   |
|        | Força Renovadora                      | FR     | Mario Bergara          | - Socialdemocracia - Progressisme                                                | Centreesquerra            | 0 / 48        | 0 / 16   | 0 / 10   |
|        | Agrupación Brazo Libertador           | BL     | Diego Olivera Silva    | - Socialisme llibertari - Ecosocialisme - Teologia de l'alliberament             | Esquerra                  | 0 / 48        | 0 / 16   | 0 / 10   |
|        | Corrent d'Acció i Pensament-Llibertat | CAP-L  | Luis Rosadilla         | - Socialisme democràtic - Progressisme                                           | Esquerra                  | 0 / 48        | 0 / 16   | 0 / 10   |
|        | Partit Obrer Revolucionari            | POR    | Raúl Campanella        | - Comunisme - Trotskisme - Posadisme                                             | Esquerra                  | 0 / 48        | 0 / 16   | 0 / 10   |
|        | Partit Socialista dels Treballadors   | PST    | Marcos Otheguy         | - Comunisme - Trotskisme - Antiimperialisme                                      | Esquerra                  | 0 / 48        | 0 / 16   | 0 / 10   |
|        | Compromiso Frenteamplista             | CF     | Raúl Sendic Rodríguez  | - Socialisme democràtic - Progressisme                                           | Esquerra                  | 0 / 48        | 0 / 16   | 0 / 10   |
|        | Encuentro Federal Artiguista          | EFA    | Andrés Lima            | - Socialdemocracia - Progressisme                                                | Centreesquerra            | 0 / 48        | 0 / 16   | 0 / 10   |